# Adposition
 (février 2010).
Si vous disposez d'ouvrages ou d'articles de référence ou si vous connaissez des sites web de qualité traitant du thème abordé ici, merci de compléter l'article en donnant les références utiles à sa vérifiabilité et en les liant à la section « Notes et références ».
En linguistique, une adposition est une catégorie grammaticale de mots-outils immédiatement associés à un élément subordonné appelé complément ou régime et qui en indiquent la relation syntaxique et sémantique avec les autres éléments de la phrase. L'adposition est donc un type de subordonnant.
On distingue différents types d'adpositions selon la place qu'elles occupent :
- les prépositions, situées avant leur complément ;
- les postpositions, situées après leur complément ;
- les ambipositions, qui peuvent se situer soit avant soit après leur complément ;
- les circumpositions, composés de deux éléments situés de part et d'autre de leur complément ;
- les inpositions, intégrées au sein de leur complément ;
- les interpositions, situées entre deux éléments redoublés.

Dans la majorité des langues prédominent soit les prépositions (ce qui est le cas du français) soit les postpositions. De ce fait, l'emploi de ces termes spécifiques est plus courant en pratique que celui du terme générique « adposition ».

## Types d'adposition

### Préposition
On parle de préposition lorsque l'adposition se place avant son complément.
- français : sur la table
- anglais : on the table
- allemand : auf dem Tisch
- polonais : na stole
- vietnamien : trên bàn

Les prépositions sont le type d'adposition dominant dans la grande majorité des langues d'Europe, du Moyen-Orient, d'Afrique du Nord, d'Afrique centrale et australe, d'Asie du Sud-Est et d'Océanie, et dans les langues amérindiennes du Nord-Ouest Pacifique et de Mésoamérique.

### Postposition
On parle de postposition lorsque l'adposition se place après son complément.
- mandarin : 桌子上 zhuōzi shàng « sur la table »
- japonais : 電車で densha de « par le train »
- hongrois : az erdő felé « vers la forêt »
- anglais : two years ago « il y a deux ans »
- latin : honoris causa « pour l'honneur »

Les postpositions sont rares dans les langues d'Europe, à l'exception du finnois, de l'estonien, des langues sames, du hongrois et du basque, qui n'appartiennent pas à la famille des langues indo-européennes. Elles sont le type d'adposition dominant dans les langues du Caucase, de Sibérie, d'Asie centrale, du Sud et de l'Est, de Nouvelle-Guinée, et dans la majorité des langues aborigènes d'Australie et des langues amérindiennes (sauf celles du Nord-Ouest Pacifique et de Mésoamérique). Bon nombre de langues d'Afrique de l'Ouest également utilisent en priorité des postpositions.

### Ambipositions
Dans certaines langues, il existe des adpositions capables de fonctionner aussi bien comme prépositions que comme postpositions, soit que leur place soit réellement indifférente et au choix du locuteur, soit qu'elle soit réglée par des considérations syntaxiques ou sémantiques. On parle parfois d'ambipositions pour décrire cette configuration.
En latin, par exemple, cum est généralement une préposition, mais s'emploie comme postposition après un pronom personnel (auquel elle s'amalgame) : comparer cum fratre meo « avec mon frère » et mecum « avec moi ».
En français, durant est une ambiposition : on peut dire aussi bien durant deux heures que deux heures durant, sans différence fondamentale de sens. En revanche, l'interprétation de l'ambiposition après dépend de sa position :
- employée comme préposition, elle indique soit une date postérieure à un référent, soit une durée envisagée prospectivement : après deux heures ;
- employée comme postposition, elle indique une durée envisagée rétrospectivement : deux heures après.

En allemand, quelques ambipositions régissent un cas grammatical différent de leur complément selon qu'elles le suivent ou le précèdent. Par exemple, entlang « le long de » :
- régit l'accusatif comme postposition (den Fluss entlang « le long de la rivière »), ou rarement le datif ;
- régit le génitif comme préposition (entlang des Flusses, de même sens), ou plus rarement le datif ; l'usage de l'accusatif dans cette position est archaïque[4].

### Circumposition
On parle de circumposition lorsque l'adposition est composée de deux éléments situés de part et d'autre de leur complément. Exemples en kurde kurmandji :
- bi min re « avec moi » ;
- di kitêbê de « dans le livre » ;
- ji te re « pour toi » ;
- di Parîsê re « via Paris » ;
- ber bi Kurdistanê ve « vers le Kurdistan ».

En français la circumposition existe pour plusieurs formes composées utilisant la particule « ne » (ou élidée « n' » en préposition) mais la circumposition ne s'applique pas nécessairement à tous les modes, selon le terme postposé auquel la particule est liée :
- « il ne fait pas » (mais « ne pas faire » est une forme composée au mode infinitif uniquement en préposition) ;
- « il ne le fait plus » (ici d'autres adverbes (forclusifs) sont possibles en postposition du verbe ou de l'auxiliaire pour porter le sens de négation de la particule « plus » postposée) ;
- « il ne fait aucun effort » (également un déterminant adjectival de négation ou un pronom remplace l'adverbe en postposition, mais cela s'applique aussi au mode infinitif) ;
- « il ne fait rien » (également un pronom remplace un déterminant adjectival de négation ou un pronom remplace l'adverbe en postposition, mais cela s'applique aussi au mode infinitif) ;
- « il n' a pas fait » (ici l'adverbe s'interpose entre l'auxiliaire et le participe) ;
- « il n'y a pas lieu » (d'autres pronoms en objets, voire des compléments comme « y » ou « en », et venant de la préposition du verbe ou du semi-auxiliaire peuvent s'intercaler dans une circumposition de négation « ne … pas ») ;
- « il ne fait que cela » (ici c'est la préposition du groupe nominal objet qui donne le sens de négation ou restriction de l'objet du verbe).

### Inposition
L'inposition est un type rare d'adposition qui s'intercale au sein d'un groupe nominal.
Par exemple, en timbisha, les inpositions se placent entre le nom et les expansions qui le suivent, et gouvernent la mise au cas régime (objective case) des éléments du groupe nominal. Exemple :
| ohipim                              | ma | natii’iwantü-nna | tiyaitaiha | satü |
| rhume (RÉGIME)                      | de | mauvais-RÉGIME   | est mort   | ça   |
| « Il est mort d'un mauvais rhume. » |    |                  |            |      |

On trouve également en latin quelques cas d'inposition, comme dans magna cum voce, « à haute voix », « d'une voix forte ».

### Interposition
Ludo Melis a proposé le terme d'interposition pour décrire l'adposition apparaissant dans des expressions à redoublement, telles que mot à mot, coup sur coup, page après page, etc.

## Typologie des langues par type préférentiel d'adposition
La grande majorité des langues utilisent de façon prédominante un seul des types d'adpositions définis ci-dessus. La répartition géographique de ces préférences fait apparaître de très nets effets d'aire linguistique : dans de vastes régions, les langues ont tendance à utiliser le même type d'adposition, qu'elles aient ou non un lien historique de parenté. On observe ainsi une préférence pour :
- les prépositions en Europe, au Moyen-Orient, dans la plus grande partie de l'Afrique, en Asie du Sud-Est et dans les îles du Pacifique, ainsi que dans deux régions des Amériques : le Nord-Ouest Pacifique et la Mésoamérique ;
- les postpositions en Afrique de l'Ouest et dans une zone comportant le Soudan et l'Éthiopie, dans la région du Caucase, dans la plus grande partie de l'Asie sauf le Sud-Est et des Amériques à l'exception des deux aires mentionnées ci-dessus, et dans une moindre mesure en Australie ;
- il existe en Afrique une certaine concentration de langues sans préférence marquée dans une bande étroite au-dessus de l'équateur ;
- les langues sans adpositions sont assez rares, et se trouvent surtout en Australie et en Amérique du Nord.

Il existe par ailleurs une corrélation marquée entre le type préférentiel d'adposition et l'ordre le plus courant de l'objet et du verbe :
- les langues où l'objet suit le verbe (SVO, VSO et VOS) emploient plutôt des prépositions ;
- les langues où l'objet précède le verbe (SOV, OSV et OVS) emploient plutôt des postpositions.

Cela reflète une tendance à la cohérence dans l'ordre syntaxique des noyaux de syntagme (verbe, préposition) et de leurs compléments :
- les langues verbe-objet à prépositions emploient dans les deux cas un ordre noyau-complément : ce sont typologiquement des langues centrifuges ;
- les langues objet-verbe à postpositions emploient dans les deux cas un ordre complément-noyau : ce sont typologiquement des langues centripètes.

## Morphologie des adpositions

### Variabilité morphologique des adpositions
Comme l'adverbe, la conjonction et l'interjection, les différents types d'adposition sont le plus souvent des mots morphologiquement invariables. Toutefois, dans certaines langues, les adpositions possèdent une flexion selon la personne (grammaire)[Par exemple ?]. C'est notamment le cas des prépositions des langues celtiques insulaires où l'on parle alors de préposition conjuguée[Par exemple ?].

## Éléments syntaxiques mis en relation par l'adposition

### Élément syntaxique subordonné
Une adposition introduit le plus typiquement un groupe nominal appelé régime ou plus rarement complément de l'adposition. Toutefois, il arrive que le régime soit d'une autre nature grammaticale :
- adverbe : Elle repartira dès demain ;
- infinitif : Il faut se coucher pour se reposer ;
- proposition subordonnée : Sa mère lui prépare un trousseau pour quand elle se mariera.

L'élément subordonné introduit par une adposition, pris dans son ensemble (c'est-à-dire l'adposition accompagnée de son régime), est fréquemment qualifié de syntagme adpositionnel (ou plus couramment, selon les cas : prépositionnel, postpositionnel, etc.). Longtemps, le statut exact de ce type de constituant a été débattu (par les linguistes générativistes en particulier). Pour les uns (Charles J. Fillmore par exemple), une adposition ne saurait être le noyau d'un syntagme, pour d'autres (tels que Ray Jackendoff), elle en est bien l'élément-tête.

### Fonctions grammaticales du syntagme adpositionnel
Les syntagmes adpositionnels peuvent occuper des fonctions syntaxiques très diverses :
- complément du nom : La maison de David, l'homme avec un chapeau, le livre sur la table.
- complément de l'adjectif : Jean est content de son travail. Pierre est avide de gloire.
- complément de l'adverbe : Nous agirons conformément à vos souhaits.
- apposition : Son père, de santé fragile, n'a pas pu venir.
- attribut du sujet ou de l'objet : Il est d'un caractère difficile. (attribut du sujet) On le prend pour son frère. (attribut de l'objet)
- complément d'objet : en grammaire française traditionnelle, on parle alors de complément d'objet indirect (COI) : Jean m'a parlé de toi. Les discussions ont abouti à un compromis. Dans le cas où le verbe admet deux compléments (verbe ditransitif), l'un d'entre eux est en général introduit par une préposition, et l'on parle alors de complément d'objet second (COS) : Pierre a donné une claque à sa fille.
- complément circonstanciel : Il a une pipe en bois. (CC de matière) Il partira vers midi. (CC de temps)

Certaines adpositions peuvent prendre des emplois spécifiques d'introduction où la sémantique disparaît. Par exemple, en français :
- la préposition « en » dans le gérondif : Il chante en marchant.
- les prépositions de et à devant l'infinitif : Il se met à chanter. Il finit de chanter.

Certains linguistes refusent de leur donner alors le statut de préposition : on parlera alors de complémenteur.

### Adpositions et cas
Dans les langues à déclinaison où les constituants nominaux varient selon leur cas, l'adposition détermine souvent la forme casuelle du constituant nominal avec lequel elle se combinent.
Ainsi, en allemand, certaines prépositions se construisent exclusivement avec l'accusatif (bis, durch, für, gegen, je, ohne, um…), d'autres avec le datif (aus, bei, mit, nach, seit, von, zu…) et d'autres avec le génitif, toutefois souvent remplacé par le datif dans la langue courante (aufgrund, dank, trotz, während, wegen…). Mais après les prépositions dites « spatiales » ou « mixtes » an, auf, hinter, in, neben, über, unter, vor, zwischen, il existe une opposition fonctionnelle entre l'accusatif, qui indique une direction, un changement de lieu (sens directif) et le datif, qui indique le lieu où l'on est (sens locatif). Exemple :
- Er setzt sich auf die Bank. (accusatif) « Il s'assoit sur le banc. »
- Er sizt auf der Bank. (datif) « Il est assis sur le banc. »

En hongrois, un groupe prépositionnel demande souvent un cas propre à chaque préposition : a házon (sur la maison, cas superessif).[pas clair]

### Adpositions sans régime
Certaines adpositions sont susceptibles de s'employer seules, sans être accompagnées d'un régime : on dit alors qu'elles sont « orphelines » ou « employées absolument ». Elles deviennent alors adverbes. Exemples d'emploi absolu de prépositions en français : Je suis pour. Je suis contre. Il faut bien faire avec.
Attention, ne pas confondre avec les « particules adverbiales » de l'anglais, qui ne modifient pas un nom mais un verbe, et ne désignent donc plus du tout la même chose sur le plan grammatical. L'emploi du terme « postposition » rappelle alors seulement qu'à ces particules adverbiales correspondent très souvent des prépositions de sens lié. Mais les particules adverbiales seront accentuées, contrairement aux prépositions. On peut toutefois considérer que certains emplois (en nombre très restreint) correspondent à des emplois postpositionnels : « We deliver the world over » (avec un sens proche de « over the world »), « We danced the whole night through » (avec un sens proche de « through the whole night ») ou encore "let's get it over with" pour « let's get over with it ».

## Sémantique de l'adposition
Les adpositions peuvent marquer de nombreuses nuances de sens :
- le rang (devant, derrière, après…) ;
- le lieu (dans, en, à, chez, sous…) ;
- le temps (avant, après, à, depuis, pendant…) ;
- la cause (pour, vu…) ;
- la manière (avec, sans, selon, de, à…) ;
- le but (pour, à, envers…) ;
- la séparation (sans, sauf…) ;
- etc.

Cependant, à l'instar des autres mots-outils, leur sémantique n'est pas toujours très nette. La préposition précise la fonction syntaxique et le sens du syntagme qu'elle introduit ; mais plusieurs fonctions différentes peuvent être associées à une même préposition, et à l'inverse, plusieurs prépositions sont parfois associées à une même fonction :
Que signifie par exemple : « Un plat à oreilles », et quel rôle exact joue la préposition « à » dans ce syntagme nominal ? Si nous entendons ce groupe comme dans « un plat à poisson » ou « un plat à asperges » (c'est-à-dire, un plat « pour » servir du poisson, ou « pour » servir des asperges…), il s'agira dans ce cas « d'un plat pour servir des oreilles (des oreilles de porc, par exemple…) ». Si au contraire nous entendons ce syntagme, comme dans « un plat à poignées » ou « un plat à couvercle » (c'est-à-dire, un plat « avec » des poignées, ou « avec » un couvercle…), il s'agira alors « d'un plat avec des poignées plates en forme d'oreilles ». On voit dans un tel exemple que la préposition « à » peut introduire une idée de destination (1re interprétation possible) ou une idée de description (2e interprétation possible).
D'autres fois au contraire, l'adposition précise la fonction et le sens du noyau dont dépend le syntagme :
Parler l'allemand. / Parler de l'allemand.
Le verbe « parler » signifie « pratiquer une langue donnée » lorsqu'il est transitif direct, et « émettre un énoncé oral sur un sujet donné » lorsqu'il est transitif indirect (associé à la préposition « de »).
Les outils sont sur la table. / Je compte sur toi pour les ranger.
La première occurrence de la préposition « sur » affecte une indication de lieu au groupe nominal « la table ». La deuxième occurrence de cette même préposition affecte un sens spécifique au noyau (le verbe « compter »).
Beaucoup de sémanticiens distinguent entre adpositions pleines et adpositions incolores. Les adpositions pleines exprimeraient un rapport circonstanciel tandis que les adpositions incolores joueraient un rôle dans la grammaire (rection, syntaxe). Plus généralement, la classe des adpositions forme une catégorie hétérogène aussi bien d'un point de vue sémantique que syntaxique.

## Les prépositions en français

### Syntaxe
La préposition peut être suivie de mots de différentes natures :
- un groupe nominal (ex. : Je vais à la piscine.)
- un groupe infinitif (ex. : J'aurai le plaisir de t'inviter.)
- un pronom (ex. : Je n'ai goût à rien.)
- un adverbe (ex. : Elle est sortie d'ici.)
- un autre groupe prépositionnel (ex. : Je suis garée derrière chez toi.)
- une proposition (ex. : Je me souviens de ce que tu m'as dit.)

Elle permet de construire de nombreux compléments :
- un complément du nom (ex. : C'est le bureau du patron.)
- un complément de l'adjectif (ex. : Il est fier d'avoir gagné.)
- un COI (ex. : J'ai téléphoné à la mairie.)
- un COS (ex. : J'ai adressé ma demande à la mairie.)
- un complément essentiel de lieu (ex. : Je vais à la piscine.)
- un complément circonstanciel (ex. : J'y vais avec mes amis.)
- un attribut du sujet (ex. : Ce produit est de mauvaise qualité.)
- un attribut du COD (ex. : Il me prend pour un naïf.)
- un groupe apposé à un GN (ex. : Ce produit, de mauvaise qualité, provient de ce magasin.)

### Liste des principales prépositions
| à        | après     | avant      | avec    | chez | concernant | contre  | dans   | de     | depuis |
| derrière | dès       | devant     | durant  | en   | entre      | envers  | hormis | hors   | jusque |
| malgré   | moyennant | nonobstant | outre   | sur  | parmi      | pendant | pour   | près   | sans   |
| sauf     | selon     | sous       | suivant | par  | touchant   | vers    | via    | dehors |        |

#### Moyen mnémotechnique
Adam Surchez part pour Anvers avec deux cents sous. (à, dans, sur, chez, par, pour, en, vers, avec, de, sans, sous).

### Fréquences d'utilisation des prépositions en français
La base de données Lexique permet d'avoir une idée de la fréquence d'utilisation des prépositions en français littéraire moderne (textes littéraires parus après 1950) et en français courant (sous-titres de films).
| Français littéraire | Français littéraire | Français littéraire |  | Français courant | Français courant | Français courant |
| Préposition         | Fréq.               | Cumul               |  | Préposition      | Fréq.            | Cumul            |
| de                  | 42 %                | 42 %                |  | de               | 43 %             | 43 %             |
| à                   | 16 %                | 58 %                |  | à                | 16 %             | 59 %             |
| pour                | 9 %                 | 67 %                |  | en               | 7 %              | 66 %             |
| en                  | 7 %                 | 74 %                |  | dans             | 7 %              | 73 %             |
| dans                | 6 %                 | 80 %                |  | pour             | 5 %              | 78 %             |
| avec                | 4 %                 | 85 %                |  | sur              | 4 %              | 83 %             |
| sur                 | 3 %                 | 88 %                |  | avec             | 3 %              | 86 %             |
| par                 | 2 %                 | 90 %                |  | par              | 3 %              | 89 %             |
| sans                | 1 %                 | 91 %                |  | sans             | 2 %              | 91 %             |

Ainsi neuf prépositions seulement représentent à elles seules plus de 90 % des occurrences de prépositions en français.
En outre, plus d'une préposition sur deux est l'une des prépositions principales « de » ou « à ».
La répartition des prépositions en français littéraire est assez semblable à celui du français courant. Toutefois que la préposition « pour », deux fois plus utilisée dans les textes littéraires que dans les dialogues filmés, y est plus utilisée que « en ».

### Mots voisins sans lien de sens
- Apposition
- Imposition
- Proposition (grammaire)